# 곽도
곽도(郭圖, ? ~ 205년)는 중국 후한 말기의 관료로, 자는 공칙(公則)이며 예주 영천군 사람이다. 기주 일대에서 할거한
대장군 원소를 섬겼다.
배잠론(裴潛論)에서 곽도는 영천태수가 조정에 천거하였고 뛰어난 재사로 이름을 날렸으며 이후 원소에게 발탁되어 헌제를 알현하는 원소의 사자(使者)로 평하고 있다.

## 생애
영천태수 음수의 밑에서 계리(計吏)를 지냈고, 그를 통해 장중(張仲)·종요·순욱·장례(張禮)·두우(杜祐)·순유와 함께 조정에 천거되었다. 이후 신평과 함께 원소에게 임용되었다.
초평 2년(191년), 장도·순심·고간·신평과 함께 기주목 한복을 설득하여 기주를 원소에게 넘겼다.
흥평 2년(195년)에 사자로서 헌제에게 파견되었고, 기주로 돌아오자마자 원소에게 헌제를 맞이할 것을 간하였으나 받아들여지지 않았다. 그러나 《헌제전(獻帝傳)》과 《후한서(後漢書)》 원소(袁紹)전에 따르면 이는 저수의 계책이며 곽도는 오히려 순우경과 함께 이에 반대하는 것으로 되어 있기 때문에, 어느 쪽이 맞는 것인지는 불분명하다.
건안 4년(199년)에는 저수와 전풍이 조조에 대하여 지구책을 주장하자 이에 심배와 함께 단기결전을 주장하고, 원소는 이 주장을 지지하였다. 또한 곽도는 감군(監軍 : 원소군의 총사령관에 해당)의 지위에 있는 저수에 대하여 그 세력이 너무 강하다고 참언을 하였다. 이로 인해 감군의 지위와 권한은 3도독(都督)으로 분할되어, 저수·곽도·순우경이 각각 도독에 임명되었다.
건안 5년(200년) 2월, 관도대전이 시작되자 순우경·안량과 함께 백마(白馬)에 주둔하고 있는 동군태수 유연을 공격하였다. 그러나 조조군의 저항으로 안량과 문추가 전사하였다.
같은 해 10월, 원소는 순우경에게 군량기지 오소(烏巢)를 수비하도록 하였고, 조조는 오소를 습격하였다. 이때 곽도는 원소에게 조조군의 본진을 급습할 것을 진언하였는데, 원소의 부장 장합은 본진은 수비가 견고할 테니 오소를 지켜야 한다고 주장하였다. 원소는 경기병만을 오소에 보냈고, 본진을 공격하였다. 결국 조조는 순우경군을 격파하였고, 오소는 함락되었다. 이에 곽도는 책임을 장합에게 전가하였고, 곽도의 모함으로 장합은 조조에게 투항하였다(《삼국지》 위서 장합전).
건안 7년(202년), 원소가 사망하자 곽도는 신평과 함께 원소의 조카 원담을 후계자로 지지하였다. 그러나 곽도와 사이가 좋지 않았던 심배와 봉기는 원상을 지지하여 대항하였고, 이는 원씨 가문의 내분을 불러일으켰다.
건안 8년(203년), 곽도와 신평은 원담에게 원상을 선제공격하도록 부추겼다. 그러나 원상의 반격을 받아 평원으로 물러나게 되자, 조조에게 일시적으로 항복하도록 진언하여 원담은 이를 받아들였다.
후계 다툼이 격렬해지고, 조조의 하북 정벌이 빠르게 진행되자 심배는 원담에게 서신을 보내어 곽도를 죽이고 조조와의 관계를 끊을 것을 청하였지만, 원담은 아무런 답도 하지 않았다. 《전론(典論)》에 따르면, 원담은 심배의 서신을 읽고 눈물을 흘렸으나 이미 실권을 모두 쥐고 있었던 곽도에게 대항할 수 없었다고 한다. 그 후 원담과 곽도는 조조와 원상이 싸우는 사이에 따로 기주를 공격해 세력을 크게 확대하고 조조에게 반기를 들었으나, 결국 건안 10년(205년) 초, 남피(南皮)에서 패하여 죽었다.
청주에서 온 원담의 부하 왕수는 "흉신(凶臣)을 베고 원상과 화해하십시오"라고 원담을 설득하였는데, 여기서 "흉신"은 곽도와 신평을 가리키는 것일 것이다.

## 《삼국지연의》 속 곽도
《삼국지연의》에서는 무능한 모사로 묘사되며, 원씨 멸망의 주범으로 다루어진다.
관도대전의 전초전에서 문추가 관우(關羽)에게 당했을 때는 유비(劉備)를 처형할 것을 심배와 함께 간언하지만, 유비는 적당한 변명으로 위기를 모면하였다. 유비가 형주(荊州)의 유표(劉表)에게 가겠다고 했을 때에는 그를 붙잡을 것을 원소에게 진언하였으나 받아들여지지 않았다. 결국 유비가 돌아오지 않아 원소가 유비를 토벌하려 하자, 손책(孫策)과 동맹을 맺어 조조를 치도록 진언하였다. 이 의견은 받아들여졌다.
그 후의 관도대전이나 원씨 가문의 내분에 대해서는 사실(史實)과 거의 같다. 다만, 남피전투에서는 악진(樂進)의 화살에 맞아 성의 해자로 굴러떨어져 죽는 것으로 나와 있다.

## 같이 보기
- 삼국지 인물 목록